# Medal Diligentiae
Medal Diligentiae – medal ustanowiony w 1767 roku przez króla Stanisława Augusta, nadawany wychowankom Korpusu Kadetów w Warszawie (Akademii Szlacheckiego Korpusu Jego Królewskiej Mości i Rzeczypospolitej) jako zaszczytne wyróżnienie za pilność w nauce. Medale były nadawane w 2 stopniach: złotym i srebrnym.

## Opis odznaki
Medal bity był w złocie i srebrze, był okrągły i miał średnicę 26 mm (złoty) i 36,5 mm (srebrny). Na awersie pod koroną widniał królewski monogram  „SAR” w otoku wieńca z liści wawrzynowych, przewiązanego u dołu kokardą. Na środku rewersu był napis: DILI / GEN / TIAE / („pilności”) wewnątrz otoku z liści dębowych, przewiązanego u dołu kokardą. Autorem projektu medalu był Holzhaeusser.
Medal był noszony na lewej stronie piersi, na błękitnej lub pąsowej wstążce.

## Przyznawanie
Król osobiście dekorował kadetów, na wniosek władz uczelni. Początkowo medal był nadawany jedynie kadetom. Po 1784 roku król rozszerzył krąg uczniów, którym może być przyznany medal, na uczniów szkół wojewódzkich (gimnazjalnych) oraz osobom zasłużonym dla szkolnictwa w Koronie i Litwie i szkół niższych. Uroczystość nadawania medalu została scedowana na przedstawicieli władz państwowych lub kościelnych. Jednak w dalszym ciągu Król czasem dekorował wyróżnionych osobiście, np. w 1784 roku Król świętował 20-lecie swojej koronacji w Białymstoku. W czasie tej uroczystości Król osobiście odznaczył uczniów szkół. Dwa lata później, w 1786 roku Król wręczył złote medale wszystkim laureatom szkół Korony i Litwy. Medal nadawany był do 1792 roku.

## Współczesne nawiązania
We współczesnej Polsce władze oświatowe niektórych regionów  lub szkół nadają medale „Diligentiae – za pilność” najpilniejszym uczniom i ich nauczycielom, m.in. w Płocku (od 1964 roku), w Zespole Szkół Społecznych nr 1 w Krakowie (od 1995 roku), w Białymstoku (od 2004 roku, przyznawany przez prezydenta miasta najpilniejszym uczniom i ich nauczycielom), w Lubartowie, a także w Liceum Akademickim Korpusu Kadetów w Łysej Górze i w ZS7 imienia Komisji Edukacji Narodowej w Wałbrzychu.